# デイビッド・マーティン
デイビッド・マーティン（David Martin 、1986年1月22日 - ）は、イングランド・ロンドン出身のプロサッカー選手。サウスエンド・ユナイテッドFC所属。ポジションはGK。

## 経歴

### クラブ
2003年にウィンブルドンFCと契約を締結。その年の9月にクラブがミルトン・キーンズに移転し、2004年6月にクラブがミルトン・キーンズ・ドンズFCとして生まれ変わった後にデビューを飾った。
トライアルへの参加を経て、2006年1月にリヴァプールFCに移籍。リザーブチームを主戦場としつつ、2007年11月にはシャルル・イタンジュの負傷に伴いトップチームのベンチに座った。しかし5シーズンの在籍期間のほとんどは下位クラブへの期限付き移籍に費やされ、リヴァプールFCでの公式戦出場は無しに終わった。
2010年5月12日、古巣ミルトン・キーンズ・ドンズFCに復帰。2017年9月1日、ミルウォールFCに移籍。
2019年6月3日、ウェストハム・ユナイテッドFCに移籍。11月30日に行われたプレミアリーグ第14節、チェルシーFC戦にて33歳ながらプレミアリーグデビュー。念願のトップリーグ初出場でクリーンシートを達成。試合後にはピッチ上で号泣し、父親と喜びを分かち合った。
2022年9月23日、再びミルトン・キーンズ・ドンズFCに復帰。
2023年9月19日、サウスエンド・ユナイテッドFCに加入した。

### 代表
各年代でイングランド代表に選出されていた。

## 所属クラブ
ユース
- トッテナム・ホットスパーFC
- ウェストハム・ユナイテッドFC
- ウィンブルドンFC

プロ
- ウィンブルドンFC 2003-2004
- ミルトン・キーンズ・ドンズFC 2004-2006
- リヴァプールFC 2006-2010

→ アクリントン・スタンリーFC 2007 (loan)
→ レスター・シティFC 2008-2009 (loan)
→ トレンメア・ローヴァーズFC 2009 (loan)
→ リーズ・ユナイテッドFC 2009-2010 (loan)
→ ダービー・カウンティFC 2010 (loan)
- ミルトン・キーンズ・ドンズFC 2010-2017
- ミルウォールFC 2017-2019
- ウェストハム・ユナイテッドFC 2019-2022
- ミルトン・キーンズ・ドンズFC 2022-2023
- サウスエンド・ユナイテッドFC 2023-

## タイトル
レスター・シティ
- フットボールリーグ1: 2008–09

リヴァプール
- プレミアリザーブリーグ: 2007–08
- プレミアリザーブリーグ・ノースディビジョン: 2007–08